# MUMPS (ソフトウェア)
MUMPS (MUltifrontal Massively Parallel sparse direct Solver)は線型代数方程式において巨大な疎行列を計算するためのソフトウェアであり、並列計算で用いられる。このソフトウェアは1996年から1999年にPARASOLというプロジェクトで開発された。このプロジェクトにはCERFACS・IRIT-ENSEEIHT・RALなどの研究機関が関わっていた。MUMPSはFrontal solver法を実装しており、これは疎行列のためのガウスの消去法の一種である。疎行列は特に有限要素法から生じる。MUMPSはMPIに沿ってFortran 90で書かれている。また、密行列の計算のためのBLASとScaLAPACKを用いている。1999年以降、MUMPSはCERFACS・IRIT-ENSEEIHT・フランス国立情報学自動制御研究所によってサポートされている。
MUMPSの重要性は、マルチフロンタル法の自由な実装であるという事実にある。